# 施瓦茨山 (勒蓬廷山)
46°36′34″N 8°40′40″E / 46.60944°N 8.67778°E

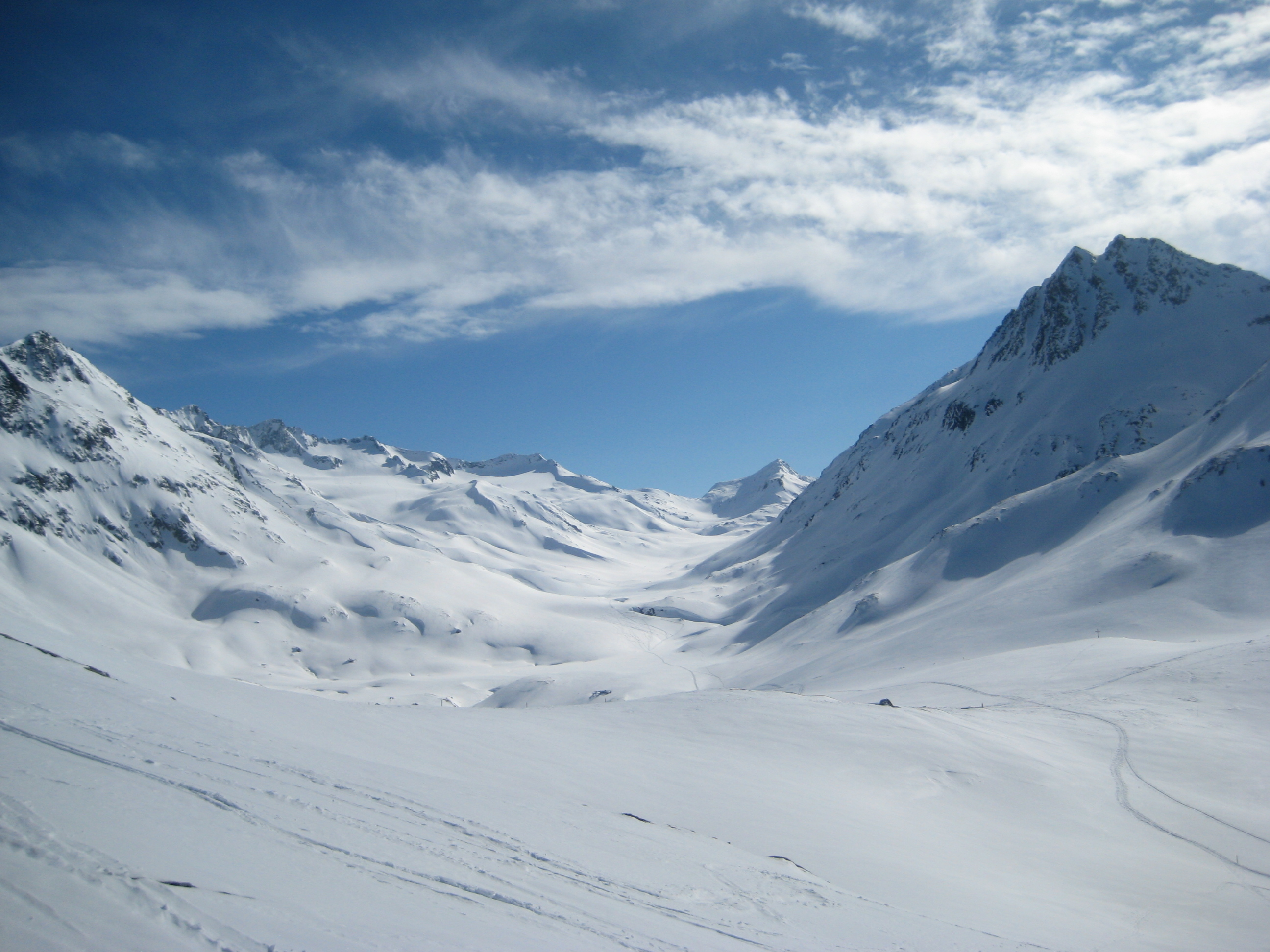

施瓦茨山（Schwarzberg），是瑞士的山峰，位於該國中部，處於烏里州和格勞賓登州接壤的邊界，屬於勒蓬廷山的一部分，該山峰海拔高度2,764米。